# Rhinochelys elegans
Espèce
Synonymes
- † R. mastocephalus[1]
- † R. stenicephalus[1]
- † R. brachyrhina[1]
- † R. macrorhina[1]

Rhinochelys elegans est une espèce éteinte de tortues marines du Crétacé supérieur, découverte en Angleterre.
Selon Hirayama, cette espèce est un synonyme plus récent de Rhinochelys pulchriceps.